# Duboki tisak
Duboki tisak (njem. Tiefdruck; eng. gravure printing, intaglio printing) jedna je od osnovih tehnika tiska, a ime duguje udubljenim tiskovnim elementima na  tiskovnoj formi. U ovu tehniku tiska ubrajaju se: bakrotisak, čelični tisak, termografski tisak i tiflografski tisak. Tiskovna forma može se napraviti mehaničkih putem (graviranjem), kemijskim putem (jetkanjem) ili elektromehaničkim putem (heliogravura). Nakon nanošenja boje na tiskovnu formu, rakelom se odstranjuje višak s izbočenih (slobodnih) dijelova forme, nakon čega se vrši otisak na tiskovnu podlogu. Danas je duboki tisak zastupljen rotacijskim bakrotiskom.